# Nepenthes bicalcarata
Nepenthes bicalcarata är en tvåhjärtbladig växtart som beskrevs av Joseph Dalton Hooker. Nepenthes bicalcarata ingår i släktet Nepenthes och familjen Nepenthaceae. Inga underarter finns listade i Catalogue of Life.

## Bildgalleri

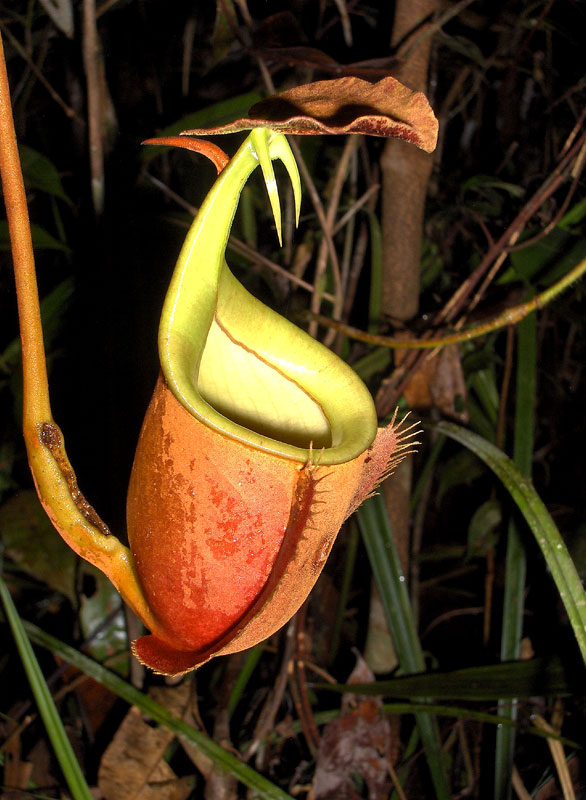
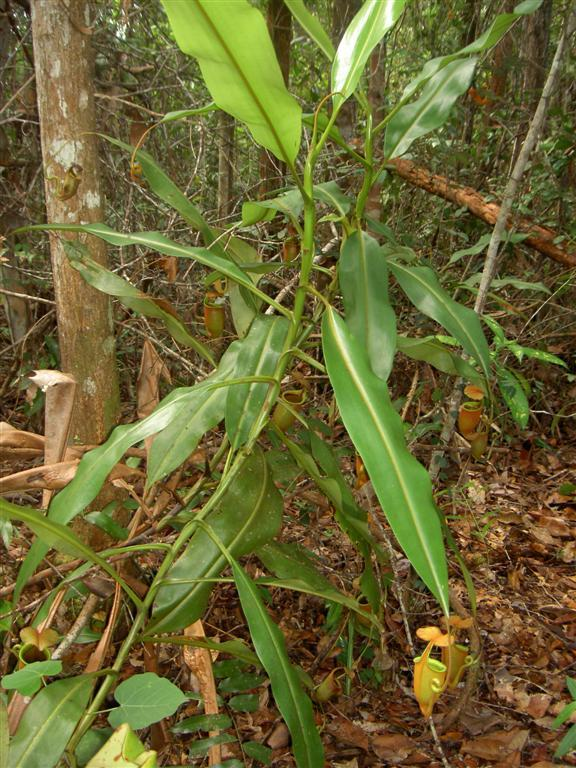
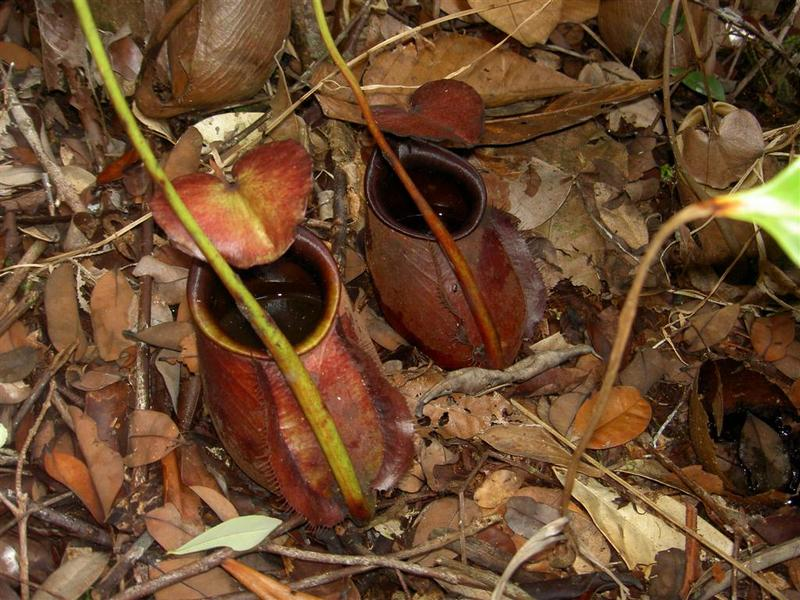
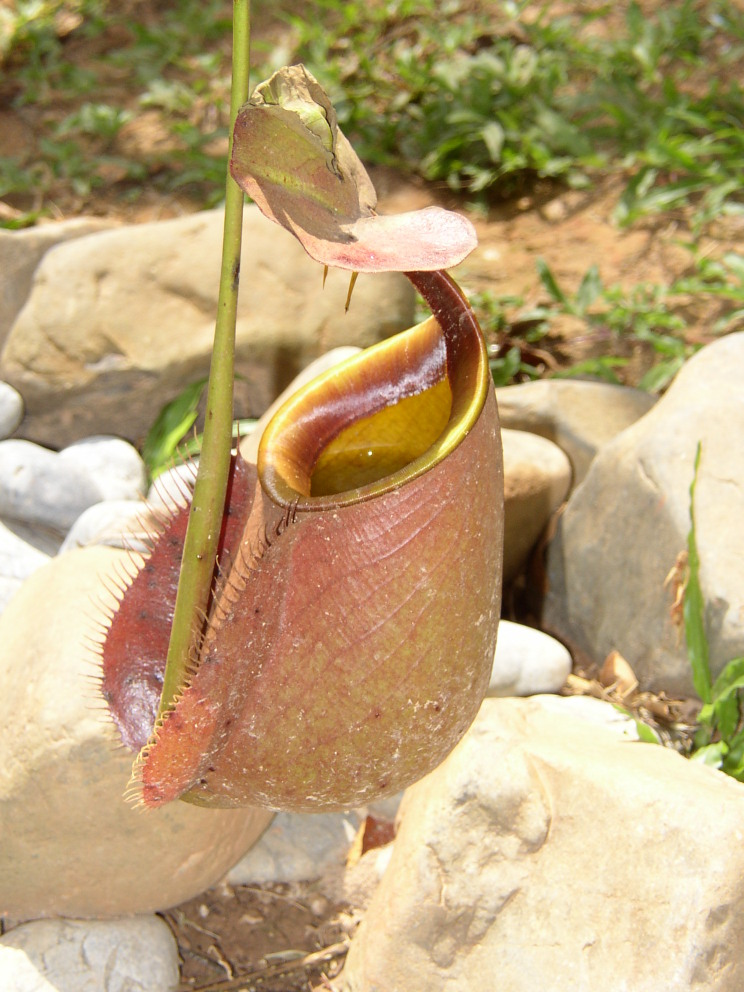
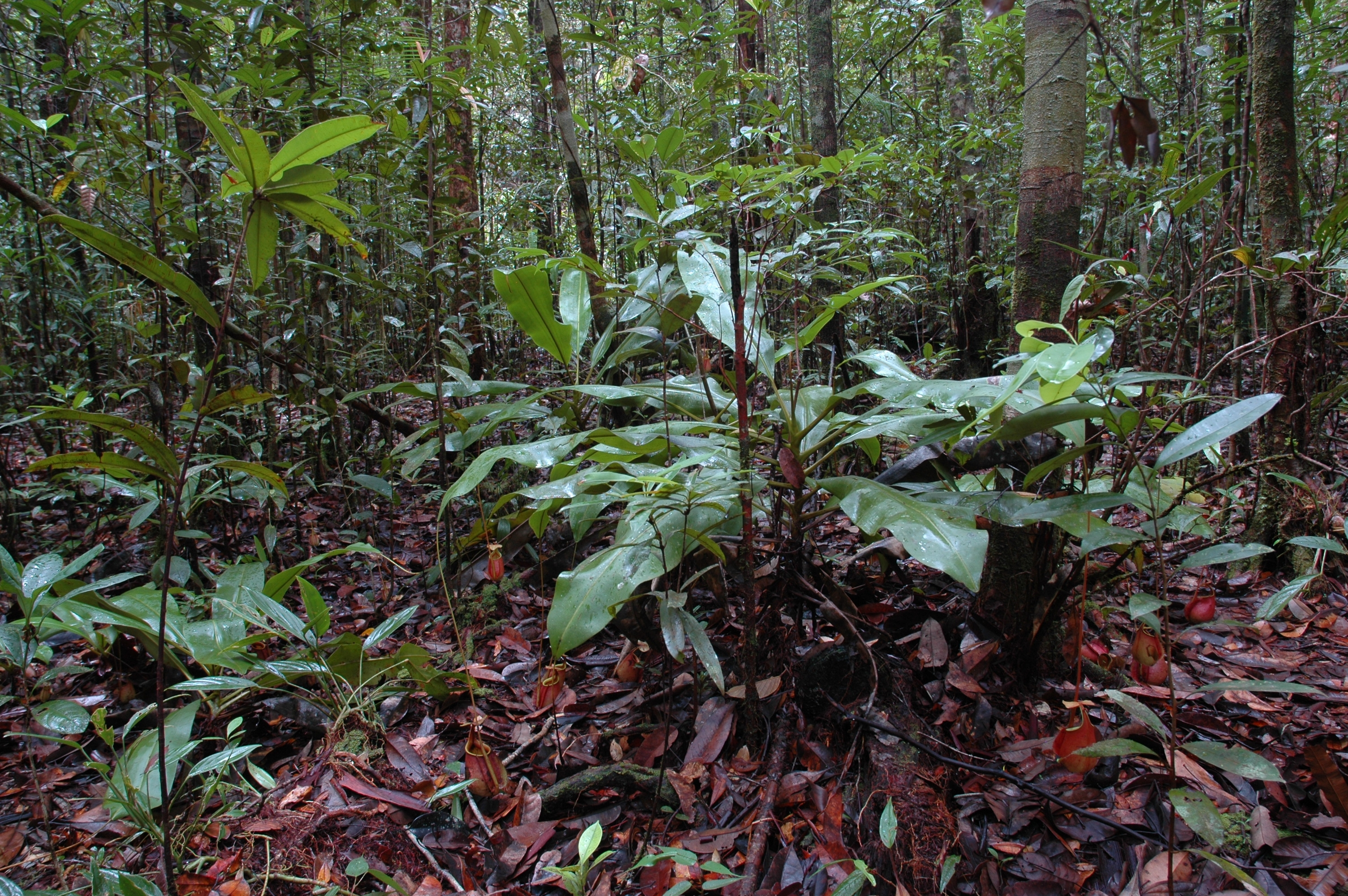
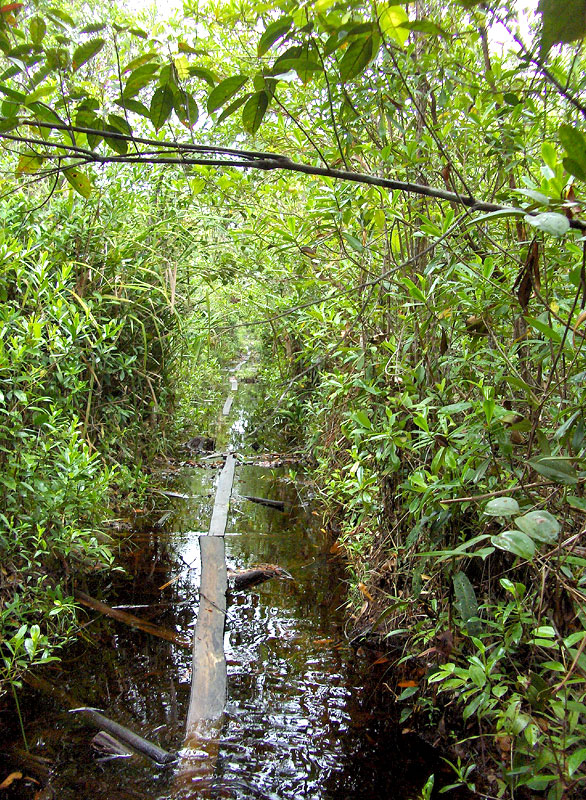